# 시로이시
시로이시(일본어: 白井市)는 일본 지바현 북서부에 있는 시로, 메이지 시대 이후 배의 재배가 번성한 것으로 알려져 있다.

## 지리
인바늪과 접하고 인자이시, 사쿠라시, 나리타시, 도미사토시, 야치마타시, 요쓰카이도시와 인바군의 정촌과 함께 인바 군시(印旛郡市)로 불리기도 한다. 도쿄 도심에서 25km 떨어져 있어 인바 군시 내에서는 가장 도쿄 도심과 가깝다. 시모사 대지(고도는 약 20~30m)와 강가의 저지로 이루어져 있다.

## 역사
- 1912년 - 인바군 시라이촌이 되었다.
- 1964년 - 정으로 승격하였다.
- 1965년 - 공업단지가 조성되었다.
- 1979년 - 지바 뉴타운의 입주가 시작되었다. 호쿠소 개발 철도가 개통하였다.
- 2001년 4월 1일 - 시로 승격하였다.

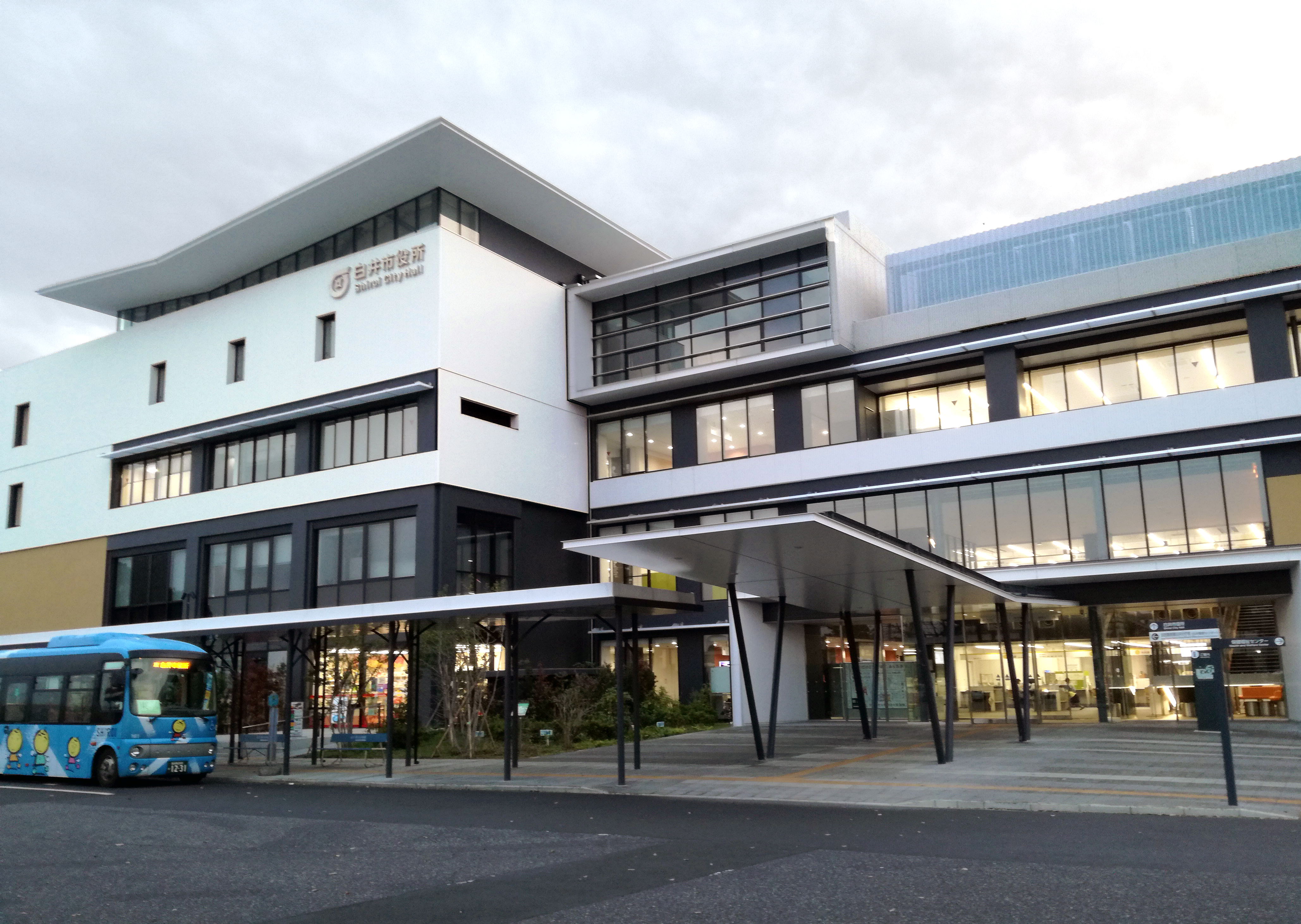
시로이시청

## 여담
시로이시는 2003년에 호쿠소시에 피합병 상태로 갈 뻔했으나 인자이시와 다른 2개 촌을 통합하여 새 인자이시로 재출범하면서 인자이시와 함께 지바 뉴타운에 속하는 유이한 행정 구역으로 재편하면서 잠정 결론지은 것이기도 하다.

## 교통

### 도로
- 국도 16호선
- 국도 464호선

### 철도
- 호쿠소 철도 호쿠소선

## 인구
| 연도 | 인구   | ±%      |
| ---- | ------ | ------- |
| 1950 | 8,402  | —       |
| 1960 | 8,217  | −2.2%   |
| 1970 | 10,509 | +27.9%  |
| 1980 | 24,974 | +137.6% |
| 1990 | 37,082 | +48.5%  |
| 2000 | 50,431 | +36.0%  |
| 2010 | 60,353 | +19.7%  |